# Warren Cole
Warren Joseph Cole, född 12 september 1940 i Palmerston North, död 17 juli 2019 i Hamilton, var en nyzeeländsk roddare.
Cole blev olympisk guldmedaljör i fyra med styrman vid sommarspelen 1968 i Mexico City.